# Welser Initiative gegen Faschismus
Die Welser Initiative gegen Faschismus, auch als Antifa Wels bezeichnet, ist eine im Jahr 1984 von Robert Eiter gegründete unabhängige Initiative zur Bekämpfung von Rechtsextremismus, Rassismus und Antisemitismus in der Stadt Wels in Oberösterreich. 

## Arbeitsfelder
Die Organisation leistet in erster Linie Aufklärungs- und Erinnerungsarbeit.
- Gedenkarbeit: Recherche, Dokumentation und Errichtung von Mahnmalen
- Jugendarbeit: Aufklärungsarbeit an Schulen
- Humanitäre Arbeit: Verbesserung der Situation von Asylanten in Österreich

Aufgrund der Welser Initiative gegen Faschismus organisierte die Stadt Wels mehrere Treffen mit vertriebenen Juden, errichtete drei Mahnmale und benannte mehrere Straßen nach Opfern, unter anderem die Anne-Frank-Straße.
Seit 2000 wird von der Initiative der Elfriede-Grünberg-Preis verliehen.

## Auszeichnungen
- 2000 Solidaritätspreis der Linzer Kirchenzeitung
- 2004 Fritz-Freyschlag-Preis
- 2009 Auszeichnung des Vorsitzenden mit der Goldenen Humanitätsmedaille der Stadt Wels